# Liz Lawrence
Liz Lawrence   (Stratford-upon-Avon, 1990) és una cantant, compositora i guitarrista anglesa, coneguda pel seu treball en solitari i per ser la meitat del duo d'electro-pop Cash+David.
Ha fet gires amb Bombay Bicycle Club i ha acompanyat a Black, Scouting for Girls i Ani DiFranco, entre d'altres. La revista Q va comparar a Lawrence amb la banda de rock independent Florence and the Machine, i la va considerar "una estrella en evolució".

## Carrera
Després d'haver tocat en diverses bandes durant la seva joventut abans d'embarcar-se en una carrera en solitari i traslladar-se a Londres, l'àlbum d'estudi de debut de Lawrence, Bedroom Hero, va ser llançat el 2012, arribant al número 2 a la llista d'àlbums de Bandcamp Al febrer de 2017, Lawrence va aparèixer a la cançó "Party for Two" de l'àlbum The Pace of the Passing del projecte en solitari de l'antic membre del Bombay Bicycle Club Ed Nash, Toothless. El 2018 es van publicar els senzills "The Good Part" i "Woman"; el primer va ser mesclat per Jack Steadman de la banda Bombay Bicycle Club. El seu segon àlbum, Pity Party, es va publicar el 25 d'octubre de 2019. NME va qualificar l'àlbum de "poderós" i va considerar que "abraça el seu passat folk lo-fi, però també el porta a l'aquí i ara amb elements pop satisfactoris" Lawrence va aparèixer com a vocalista a l'àlbum de 2020 del Bombay Bicycle Club Everything Else Has. Ha anat malament . El 17 de setembre de 2021 es va publicar el tercer àlbum de Lawrence "The Avalanche".

## Discografia

### Àlbums
| Títol         | Detalls del llançament                                                                                                   |  |
| ------------- | --- |  |
| Bedroom Hero  | - Data de llançament: 2012 - Segell: Ceol Music Ltd - Formats: CD, streaming, descàrrega digital                         |  |
| Pity Party    | - Data de llançament: 25 d'octubre de 2019 - Segell: Second Breakfast - Formats: CD, LP, streaming, descàrrega digital   |  |
| The Avalanche | - Data de llançament: 17 de setembre de 2021 - Segell: Second Breakfast - Formats: CD, LP, streaming, descàrrega digital |  |